# Championnat d'Europe de patinage artistique 1908
Navigation
Édition précédente Édition suivante
Le championnat d'Europe de patinage artistique 1908 a lieu le 19 janvier 1908 à Varsovie dans l'Empire russe.

## Podium
| Épreuves                      | Or         | Argent        | Bronze                |
| ----------------------------- | ---------- | ------------- | --------------------- |
| Messieurs résultats détaillés | Ernst Herz | Nikolai Panin | Stefan Przedrzymirski |

## Tableau des médailles
| Rang  | Nation   | Or | Argent | Bronze | Total |
| ----- | -------- | -- | ------ | ------ | ----- |
| 1     | Autriche | 1  | 0      | 1      | 2     |
| 2     | Russie   | 0  | 1      | 0      | 1     |
| Total | Total    | 1  | 1      | 1      | 3     |

## Détails de la compétition Messieurs
| Rang | Nom                   | Nation   | Places | Points | Fig. impo. | Prog. libre |
| ---- | --------------------- | -------- | ------ | ------ | ---------- | ----------- |
| 1    | Ernst Herz            | Autriche | 5      |        |            |             |
| 2    | Nikolai Panin         | Russie   | 10     |        |            |             |
| 3    | Stefan Przedrzymirski | Autriche | 15     |        |            |             |